# Utrecht (pokrajina)
Utrecht (nizozemski: Utrecht) najmanja je od svih 12 nizozemskih provincija.

## Geografija
Provincija Utrecht se prostire središtem zemlje, glavni i najveći grad provincije je istoimeni Utrecht, a ostali veći gradovi su Amersfoort, Houten, Nieuwegein, Veenendaal i Zeist.
Provincija Utrecht sa zapada i jugozapada graniči s provincijom Južnom Holandijom, s istoka i jugoistoka s Gelderlandom, sa sjeverozapada sa Sjevernom Holandijom. Granica provincije na sjeveru je jezero Eemmeer, a južnu granicu formira rijeka Rajna.
Provincija Utrecht ima površinu od 1331 km² i 1 387 643 stanovnika (popis 2023.).

## Vanjske poveznice
- Službene stranice provincije (nizoz.)
- Utrecht na portalu Encyclopædia Britannica (engl.)